# Piotr Cieśla
Piotr Józef Cieśla (* 16. Januar 1955 in Danzig) ist ein ehemaliger polnischer Handballspieler.

## Karriere
Piotr Cieśla lernte das Handballspielen an der Danziger Grundschule Nr. 54 bei Trainer Jan Klein von der Danziger Grundschule Nr. 39 und Janusz Nycz. Bei den nationalen Schulmeisterschaften belegte er unter anderem mit seinem späteren Weggefährten Włodzimierz Zieliński dreimal den ersten Platz. Ab 1972 spielte der 1,86 m große Kreisläufer für Spójnia Gdańsk in der ersten polnischen Liga. 1973 und 1974 erreichte das Team den zweiten Rang. Später spielte er noch in Österreich für Schwaz Tirol.
Mit der polnischen Nationalmannschaft gewann Cieśla bei den Olympischen Spielen 1976 die Bronzemedaille. In Montreal warf er vier Treffer in sechs Partien. Bei der Weltmeisterschaft 1978 kam er mit Polen auf den sechsten Rang. Zwischen 1974 und 1978 bestritt er 51 Länderspiele, in denen er 20 Tore erzielte.
Im Jahr 1976 erhielt er das Abzeichen „Für Verdienste um Danzig“ und die „Medaille des Präsidenten von Danzig“. Im Jahr 1985 erhielt er die Auszeichnung „Verdienter Meister des Sports“, ein Jahr darauf die Bronzemedaille „Für herausragende sportliche Leistungen“.

## Privates
Er absolvierte 1976 die örtliche Maschinenbaufachschule und studierte mehrere Jahre an der Hochschule für Leibeserziehung. Nach seiner aktiven Laufbahn arbeitete Cieśla als Produktionsleiter. Er war als Vizepräsident des Pomorski Wojewódzki Związek Piłki Ręcznej (Handballverband der Woiwodschaft Pommern) und im Jahr 2002 als Präsident der Frauen-Handballabteilung von AZS-AWFiS Gdańsk tätig. Von 2012 bis 2014 war er Manager der Männermannschaft KAR-Do Spójnia Gdynia.